# Slikkenburg (Bergen op Zoom)
Slikkenburg is een buurtschap in de gemeente Bergen op Zoom in de Nederlandse provincie Noord-Brabant. Het ligt een kilometer ten westen van Halsteren.
Tijdens de Watersnoodramp van 1953 is het hard getroffen door de oprukkende zee. Hele families zijn door het water verzwolgen. 
Stad: Bergen op Zoom      Dorpen: Halsteren · Lepelstraat

Buurtschappen: Heihoefke · Heimolen · Kijkuit · Kladde · Klutsdorp · Nieuwe Molen · Oude Molen · Slikkenburg · Spinolaberg · Vetterik · Waterkant · Zuidgeest

Noord-Brabant: Steden en dorpen      Nederland: Provincies · Gemeenten